# Космические яйца
«Космические яйца» (другие названия — «Космические мудозвоны» и «Космобольцы»; англ. Spaceballs) — американская комическая кинопародия на классическую трилогию «Звёздные войны» Джорджа Лукаса и некоторые другие фильмы.

## Сюжет
Титры. Долго-долго по экрану плывет космический корабль. Это «Космобол-1». Он длинный, он очень длинный. Наконец, «Космобол-1» проплывает перед глазами зрителя и камера сосредотачивается на соплах. Под ними надпись: «Мы не тормозим ни перед кем».
В рубке корабля Лорд Шлем (пародия на Дарта Вейдера) объясняет президенту Дристу (пародия на императора Палпатина), полковнику Сандерсу (отсылка к основателю сети KFC Полковнику Сандерсу) и прочим космобольцам, что корабль летит на планету Друидия (Жуидия) с целью похитить её драгоценную атмосферу (ибо собственную космобольцы бездарно растратили).
Действие переносится на планету Друидия, где происходит свадьба принцессы Веспы (пародия на принцессу Лею), дочери Роланда, короля Друидов, с принцем Валиумом. Валиум — последний принц в Галактике, потому свадьба с ним — обязательна.
Однако Веспа не желает брака и в последний момент вместе со своей рободуэньей Дот Матрикс (Dot Matrix, пародия на C-3PO) сбегает из-под венца в космическом «Мерседесе». В космическом пространстве «Космобол-1» начинает захватывать, с помощью магнитного луча, этот «Мерседес». Испуганная Веспа звонит отцу, а тот — космическому авантюристу по имени Одинокая Звезда (пародия на Люка Скайуокера и Хана Соло), путешествующему в похожем на кемпер-автодачу корабле вместе со своим верным другом, челобакой (помесь человека и собаки, пародия на Чубакку) Блюэ. Одинокая Звезда соглашается спасти Веспу за миллион космодолларов (именно столько с него требует космический гангстер Пицца Хатт; в случае невыплаты этой суммы — «Пицца закажет тебя», как грозят бандиты). Для этого Блюэ с помощью малинового джема забивает помехами (to jam) радар «Космобола-1», а затем Одинокая Звезда спасает Веспу, корабль которой тем временем захватывается «Космоболом-1».
Сначала жуидовская принцесса и космический авантюрист на дух не переносят друг друга. Но топливо в баке космического корабля заканчивается после того, как ему пришлось на суперскорости рвануть от «Космобола-1» — тот, по приказу Лорда Шлема, пытавшегося догнать Веспу, разгоняется до безумной скорости (которая гораздо выше, чем скорость света) и теряет героев из виду.
Корабль Одинокой Звезды аварийно приземляется на пустынной планете. Героям приходится идти через пустыню, взяв с собой лишь жизненно необходимое (с точки зрения Веспы, в число жизненного необходимого входит, кроме всего прочего, фен в человеческий рост, потому что она «без него жить не может!»). Обессиленные долгим путешествием, они по очереди падают на песок, где их и находят гномообразные слуги великого Йогурта (пародия на Йоду). Йогурт — первый мудрец на планете. Ему подвластна сила Шварц.
С помощью просмотра «пиратской» (то есть выпущенной ещё до выхода фильма) видеокассеты «Космобольцев» лорд Шлем выясняет, где находятся герои. Он приземляется на планету и приказывает прочесать пустыню (причём солдаты прочёсывают пустыню буквально, огромными расчёсками). В конце концов, он обнаруживает обиталище Йогурта. Ночью, притворившись отцом Веспы королём Роландом, лорд Шлем выкрадывает принцессу. Овладевший с помощью Йогурта великой силой Шварца Одинокая Звезда решает её спасти.
Космобольцы шантажируют короля Роланда тем, что, если он не даст им пароль от щита, который прикрывает атмосферу планеты, они вернут принцессе Веспе её старый нос, бывший до пластической операции. Испуганный Роланд выдает пароль: 12345. Лорд Шлем замечает, что «это самый идиотский пароль из всех, которые я когда либо слышал!». Дрист удивляется, ведь такой же пароль на всех его чемоданах. Он приказывает приготовиться к операции по выкачиванию атмосферы планеты, а заодно и сменить комбинации на своих чемоданах.
«Космобол-1» трансформируется в Мегагорничную (похожую на Статую Свободы) с пылесосом и начинает высасывать им воздух Друидии. Однако, с помощью перстня, обладающего силой Шварц, Одинокой Звезде удается переключить пылесос на реверс, и воздух возвращается обратно.
Чтобы разрушить Мегагорничную, Одинокая Звезда высаживается вовнутрь. Финальная схватка между Лордом Шлемом и Одинокой Звездой происходит в комнате, в которой находится и кнопка саморазрушения корабля. Герои дерутся на образуемых их кольцами световых мечах (Шварцах). Выясняется, что Шварц Одинокой Звезды такой же длинный, как и Шварц Лорда Шлема. Также становится известно, что Шлем является двоюродным братом матери племянника троюродного брата дочери соседа по общежитию младшего сына дяди отца Одинокой Звезды — то есть совершенно никакой родственной связи. В ходе драки происходит два происшествия — «световые мечи» переплетаются, из-за чего врагам приходится сообща их «расплести», а затем Лорд Шлем травмирует члена съёмочной команды фильма. Позднее, хитростью лорд Шлем выманивает у Одинокой Звезды кольцо и выбрасывает его. Казалось бы, всё кончено. Но герой вспоминает наставление Йогурта: «Шварц — это ты сам!», с помощью чудесной силы он притягивает к себе стоящее на полочке зеркало и отражает им луч от кольца Лорда Шлема. Последний получает серьёзный удар в пах и ударяется головой о кнопку самоуничтожения. «Космобол-1» разрушается.
Почти сразу приходит сообщение, что Пицца Хат найден мёртвым — он съел самого себя, что отменяет долг Одинокой Звезды.
Одинокая Звезда удручён — принцесса Веспа должна по друидовскому обычаю выйти за Валиума. Корабль Одинокой Звезды летит в космосе, когда он вспоминает о печенье с секретом, полученном от Йогурта. Разломив печенье, он получает сообщение мудреца. Тот прочёл странную надпись на амулете, который Одинокая Звезда носит с детства. Он — принц. Также Йогурт сообщает о том, что он положил в бардачок корабля Жидкий Шварц. Обрадованный капитан разворачивает корабль, заправляя его жидким Шварцем для сверхскорости. На Друидии происходит свадьба героя и принцессы (Блюэ — шафер).
В конце фильма обломок «Космобола-1» с Лордом Шлемом, полковником Сандерсом и президентом Дристом на борту падает на Планету обезьян…

## Пародии, аллюзии, факты

### Герои
- Одинокая Звезда (англ. Lone Starr) — пародирует Хана Соло и Люка Скайуокера в одном лице. Назван в честь флага штата Техас (The Lone Star Flag) и героя ранних произведений Айзека Азимова Лакки Старра.
- В переводе Алексея Михалёва президента зовут Дрист, челобаку — Блюэ (Barf или Barfolomew в оригинале), название планеты переводят как Жуидия, а не «Друидия», чтобы сохранить имеющуюся в оригинале игру слов между «еврейский» и «друидский» («Я — Веспа, дочь Роланда, короля Жуидов». Одинокая Звезда: «Жуидовская принцесса. Странно, совсем не похожа на жуидовку»).
- Принцесса Веспа — карикатура на Принцессу Лею и американский пейоративный стереотип еврейско-американской принцессы[англ.]. Её имя (Vespa) по-итальянски означает «оса», так же по-латыни называется род перепончатокрылых шершней. Также это может быть аллюзией на девушку Джеймса Бонда из первого романа о Бонде — Веспер.
- Имя рободуэньи Дот Матрикс переводится как «точечно-матричная» или «матричный принтер».
- Йогурт — пародия на Йоду и волшебника страны Оз из одноимённого фильма 1939 года. А его прислужники — на расу Джав и гномов из «Белоснежки» (Звезда в пустыне риторически вопрошает: «Когда мы попали в Диснейленд?»); они также насвистывают марш полковника Боуги.
- Принц Валиум (Valium) — постоянно зевает и спит, назван по комиксу Принц Вэлиант и снотворному и успокоительному препарату Валиум (вызывающему зависимость при длительном применении).
- Лорд Шлем (Dark Helmet — Тёмный Шлем) — пародирует Дарта Вейдера.
- Президент Дрист (Skroob) — его имя является анаграммой фамилии Мела Брукса (Brooks → Skroob).
- Пицца Хатт (Pizza the Hutt) — пародия на Джаббу Хатта и фирму «Пицца Хат».
- Полковник Сандерс (Colonel Sandurz) — пародирует имя и титул основателя сети «Kentucky Fried Chicken» и персонажа фильма Апокалипсис сегодня полковника Курца.

### Факты о фильме
- Название фильма обыгрывает английское жаргонное название яичек (англ. balls).
- В одной из сцен на полке с видеокассетами лежат все фильмы Мела Брукса, снятые на тот момент.
- При трансформации «Космобола 1» в Мегагорничную Лорд Шлем командует: «Начинайте метаморфозу, пароль „Кафка“» — это аллюзия на рассказ Франца Кафки «Превращение» (The Metamorphosis в английском варианте перевода).
- Сила Шварца (Schwarz power) в виде световых мечей является фаллическим намёком: здесь также обыгрывается в названии сходство слова «чёрный» (нем. Schwarz) с эвфемизмом пениса на немецком и идише (Schwanz), а также известная в США фирма по продаже игрушек FAO Schwarz[англ.].
- В конце фильма есть сцена с пародией на фильм «Чужой» с выскакиванием монстра из живота персонажа, которого, как и в «Чужом», играет Джон Хёрт и зовут его как в фильме — Кейн. После выскакивания пришельца он кричит «Опять то же самое!».
- Мел Брукс снял продолжение к фильму (предсказанное ещё в первом фильме мудрым Йогуртом: Если Господь допустит, встретимся снова в «Космических яйцах 2: Возвращение кассовых сборов»), вышедшее 21 сентября 2008 года[4] в виде мультсериала.
- Это самый дорогой фильм, снятый Мелом Бруксом. Его бюджет составил 22,7 миллиона долларов.
- В фильме есть сцена с пародией на «Большую прогулку» с Луи де Фюнесом, когда косоглазый рядовой Задница (в другом варианте — Дебил) с корабля «Космобол 1» вместо того, чтобы стрелять «перед носом» у «Мерседеса», стрелял прямо «по носу».
- В сцене, где герои идут по пустыне, звучит главная тема из фильма «Лоуренс Аравийский»
- Когда Джордж Лукас восхищался фильмом «Молодой Франкенштейн», Мел Брукс поинтересовался у него, можно ли снять пародию на его фильмы. Лукас дал своё разрешение, а компании Industrial Light & Magic и Sprocket Systems (ныне Skywalker Sound) приняли участие в создании спецэффектов и монтаже звука фильма.
- Разрешение Лукаса было получено на условии, что по «Космическим яйцам» не будет выпускаться линейка игрушек и одежды. Лицензионные товары по «Звёздным войнам» приносили Лукасу основную часть его доходов, и он хотел избежать конкуренции. Брукс выполнил условие, но с хитростью: игрушки и майки появились в самом фильме.
- Джордж Лукас специально просил не одевать капитана Одинокую Звезду как Хана Соло. Вместо этого Одинокая звезда одет, как другой персонаж Харрисона Форда — Индиана Джонс.

## В ролях
- Мел Брукс — президент Дрист / Йогурт
- Джон Кэнди — Челобака Блюэ
- Рик Моранис — лорд Шлем
- Билл Пуллман — капитан Одинокая Звезда
- Дафни Зунига — принцесса Веспа
- Джордж Уайнер — полковник Сандерс
- Дик Ван Паттен — король Роланд, правитель Друидии (в другом переводе — Жуидии)
- Майкл Уинслоу — радарный техник
- Лорин Ярнелл — Дот Матрица (озвучила Джоан Риверз)
- Джим Буллок — принц Валиум
- Дом Делуиз — Пицца Хатт
- Джон Хёрт — Кейн
- Рик Дукомман — охранник в тюрьме

## Продолжение
В июне 2024 года как сообщает издание Deadline, компания Amazon запустила в производство продолжение фантастической комедии «Космические яйца». Режиссёром будет Джон Гринбаум, Мел Брукс отмечавшие за оригинал выступит качестве продюсера. Фильм планируют выпустить в кинотеатрах США в 2027 году.